# 涪川郡
涪川郡，中国唐朝时设置的郡。
天宝元年（742年）改费州置，治所在涪川县（今贵州省思南县）。辖境相当今贵州省思南县及德江县南部、印江土家族苗族自治县西部地区。乾元元年（758年）又改费州。